# Bitka pri Halifaxu (1780)

Bitka pri Halifaxu se je odvila 10. julija 1780 med ameriško revolucionarno vojno. Britanska zasebniška ladja Resolution se je spopadla z ameriško zasebniško ladjo Viper in obe strani sta utrpeli velike izgube. Bitka je bila »ena najbolj krvavih bitk v zgodovini gusarstva ... izguba 51 življenj v eni sami bitki je bila praktično nezaslišana.«

## Ozadje
Med ameriško revolucijo so Američani redno napadali Novo Škotsko po kopnem in morju. Ameriški zasebniki so opustošili pomorsko gospodarstvo z napadi na številne obalne skupnosti, na primer številni napadi na Liverpool in na Annapolis Royal. Nekaj mesecev pred bitko pri Halifaxu, decembra 1779, je škuna Hope nasedla v bližini svetilnika Sambro Island na skalah Three Sisters. Kapitan Henry Baldwin in šest drugih članov posadke so bili ubiti. Nekaj tednov pozneje je bilo 170 britanskih mornarjev izgubljenih, ko sta se dve ladji - »North« in »St Helena« - v nevihti pri vplutju v pristanišče Halifax razbili.

## Bitka
Tik ob svetilniku Sambro Island Light je ameriški zasebnik »Viper« (22 topov, 130 mož) pod poveljstvom Williama Williamsa premagal britanski brig »Resolution« (16 topov) pod poveljstvom kapitana Thomasa Rossa iz Halifaxa. V 90-minutnem »vročem spopadu« so Britanci ubili 8 in ranili 10 mož, Američani pa so ubili in ranili skupno 33 mož. Obe ladji sta bili močno poškodovani in Britanci so se predali.

## Posledice
Ameriški zasebniki so do konca vojne predstavljali grožnjo novoškotskim pristaniščem. Na primer, po neuspelem poskusu napada na Chester, Nova Škotska so ameriški zasebniki ponovno napadli v  Lunenburgu leta 1782.